# Jessie Fleming
Jessie Fleming (London, 11 maart 1998) is een voetbalspeelster uit Canada. Ze speelt als middenvelder voor Portland Thorns FC in de NSWL.

## Clubcarrière
Fleming combineerde studeren en voetballen op de UCLA vanaf december 2014. Op 28 augustus 2016 speelde ze haar eerste wedstrijd. In haar eerste seizoen maakte Fleming 11 doelpunten en gaf 5 assists in 19 wedstrijden 
Na vier seizoenen bij de UCLA Bruins, maakte Fleming op 22 juli 2020 de overstap naar Chelsea F.C.. Op 29 augustus 2020 maakte Fleming haar debuut voor Chelsea door in te vallen tegen Manchester City. Tegen SL Benfica mocht Fleming even later ook haar Champions League-debuut maken. In het seizoen 2020-2021 en het daaropvolgende seizoen werd Fleming kampioen met Chelsea. 
In 2022 verlengde Fleming haar contract bij Chelsea F.C. tot medio 2025. In het seizoen 2022-2023 werd Chelsea opnieuw kampioen in de Super League.
Op 23 januari 2024 maakte The Daily Telegraph bekend dat Fleming de overstap maakte naar het Amerikaanse Portland Thorns FC in de NSWL. Met een transfersom van £250,000 was ze de duurste transfer ooit voor een club uit de NSWL.

## Statistieken
| Seizoen   | Club               | Land             | Competitie              | Wedstrijden | Doelpunten |
| --------- | ------------------ | ---------------- | ----------------------- | ----------- | ---------- |
| 2016-2019 | UCLA Bruins        | Verenigde Staten | Pac-12 Conference       | 75          | 25         |
| 2020/21   | Chelsea FC         | Engeland         | FA Women's Super League | 14          | 0          |
| 2021/22   | Chelsea FC         | Engeland         | FA Women's Super League | 21          | 6          |
| 2022/23   | Chelsea FC         | Engeland         | FA Women's Super League | 20          | 3          |
| 2023/24   | Chelsea FC         | Engeland         | FA Women's Super League | 10          | 1          |
| 2024      | Portland Thorns FC | Verenigde Staten | NSWL                    | 26          | 0          |
| 2025      | Portland Thorns FC | Verenigde Staten | NSWL                    | 2           | 0          |
| Totaal    | Totaal             | Totaal           | Totaal                  | 168         | 35         |

Laatste update: 9 april 2025

## Interlandcarrière
Fleming maakte haar debuut voor Canada op 15 december 2013. Met haar 15 jaar en 278 dagen was ze een van de jongste speelsters voor Canada ooit. Een week later startte ze ook in de basis in een wedstrijd tegen Schotland.
Fleming maakte onderdeel uit van de selectie van het WK 2015. Op dit toernooi kwam Fleming twee wedstrijden in actie tegen China en Nederland. Canada werd uitgeschakeld in de kwartfinale tegen Engeland.
Een jaar later won Fleming met de Canadese ploeg op de Olympische Spelen 2016 de bronzen medaille.
Voor het WK 2018 werd Fleming opnieuw opgeroepen. Hierin werd Canada in de achtste finales uitgeschakeld tegen Zweden. In de wedstrijd tegen Nieuw-Zeeland maakte Fleming haar eerste WK-doelpunt.
Jessie Fleming zat ook bij de selectie voor de Olympische Spelen 2020. Ze was hierin beslissend in de kwartfinales door het enige doelpunt vanaf de penaltystip te maken tegen Verenigde Staten. Canada wist het Olympisch goud te pakken door af te rekenen met Zweden in de finale.
Het WK 2023, waarvoor Fleming opnieuw werd geselecteerd, was minder succesvol voor Canada. Hierin werd het al in de groepsfase uitgeschakeld na een 0-4 nederlaag tegen Australië. Fleming kwam in twee wedstrijden in actie op het toernooi.